# Anders Newbury
Anders Newbury (St. Albans, Vermont, Verenigde Staten, 23 november 1988) is een Amerikaans wielrenner die anno 2012 uitkomt voor Chipotle-First Solar Development Team. Newbury behaalde in 2011 een vierde plaats in de ronde van Gabon.